# 북위 47도
북위 47도는 적도로부터 47도 북쪽을 지나는 위선이다. 유럽, 아시아, 태평양, 북아메리카, 대서양을 지난다. 이 위도에서의 일조시간은 하지에는 15시간 54분, 동지에는 8시간 31분이다.

## 지나가는 지역
북위 47도선은 본초 자오선으로부터 동쪽 방향으로 다음 지역을 지나간다.
| 좌표                                                    | 국가·지역·해역  | 비고 |
| ------------------------------------------------------- | --------------- | --- |
| 북위 47° 0′ 동경 0° 0′  / 북위 47.000° 동경 0.000°      | 프랑스          | 낭트, 몽소로, 부르주의 남쪽 통과                                                                                   |
| 북위 47° 0′ 동경 6° 38′  / 북위 47.000° 동경 6.633°     | 스위스          | 베른 북쪽 통과 |
| 북위 47° 0′ 동경 9° 53′  / 북위 47.000° 동경 9.883°     | 오스트리아      | |
| 북위 47° 0′ 동경 10° 23′  / 북위 47.000° 동경 10.383°   | 스위스          | |
| 북위 47° 0′ 동경 10° 23′  / 북위 47.000° 동경 10.383°   | 오스트리아      | |
| 북위 47° 0′ 동경 11° 27′  / 북위 47.000° 동경 11.450°   | 이탈리아        | 약 4km |
| 북위 47° 0′ 동경 11° 31′  / 북위 47.000° 동경 11.517°   | 오스트리아      | 약 3km |
| 북위 47° 0′ 동경 11° 34′  / 북위 47.000° 동경 11.567°   | 이탈리아        | 약 7km |
| 북위 47° 0′ 동경 11° 39′  / 북위 47.000° 동경 11.650°   | 오스트리아      | 약 14km |
| 북위 47° 0′ 동경 11° 50′  / 북위 47.000° 동경 11.833°   | 이탈리아        | |
| 북위 47° 0′ 동경 12° 8′  / 북위 47.000° 동경 12.133°    | 오스트리아      | |
| 북위 47° 0′ 동경 16° 17′  / 북위 47.000° 동경 16.283°   | 헝가리          | 벌러톤호 |
| 북위 47° 0′ 동경 21° 42′  / 북위 47.000° 동경 21.700°   | 루마니아        | 오라데아와 이아시 남쪽 통과                                                                                        |
| 북위 47° 0′ 동경 28° 5′  / 북위 47.000° 동경 28.083°    | 몰도바          | 키시너우 트란스니스트리아                                                                                          |
| 북위 47° 0′ 동경 29° 36′  / 북위 47.000° 동경 29.600°   | 우크라이나      | 오데사주 미콜라이우주 - 미콜라이우 통과 헤르손주 - 카호프카 저수지 통과 자포리자주 - 멜리토폴 북쪽 통과 도네츠크주 |
| 북위 47° 0′ 동경 37° 27′  / 북위 47.000° 동경 37.450°   | 아조프해        | 타간로크만 |
| 북위 47° 0′ 동경 39° 1′  / 북위 47.000° 동경 39.017°    | 러시아          | |
| 북위 47° 0′ 동경 48° 47′  / 북위 47.000° 동경 48.783°   | 카자흐스탄      | 카스피해 북단 통과                                                                                                 |
| 북위 47° 0′ 동경 82° 56′  / 북위 47.000° 동경 82.933°   | 중화인민공화국  | 신장 위구르 자치구                                                                                                 |
| 북위 47° 0′ 동경 83° 53′  / 북위 47.000° 동경 83.883°   | 카자흐스탄      | |
| 북위 47° 0′ 동경 84° 19′  / 북위 47.000° 동경 84.317°   | 중화인민공화국  | 신장 위구르 자치구 - 약 11km                                                                                       |
| 북위 47° 0′ 동경 84° 27′  / 북위 47.000° 동경 84.450°   | 카자흐스탄      | |
| 북위 47° 0′ 동경 85° 10′  / 북위 47.000° 동경 85.167°   | 중화인민공화국  | 신장 위구르 자치구                                                                                                 |
| 북위 47° 0′ 동경 90° 44′  / 북위 47.000° 동경 90.733°   | 몽골            | |
| 북위 47° 0′ 동경 119° 48′  / 북위 47.000° 동경 119.800° | 중화인민공화국  | 내몽골 자치구 헤이룽장성                                                                                           |
| 북위 47° 0′ 동경 134° 5′  / 북위 47.000° 동경 134.083°  | 러시아          | |
| 북위 47° 0′ 동경 138° 33′  / 북위 47.000° 동경 138.550° | 동해            | |
| 북위 47° 0′ 동경 142° 1′  / 북위 47.000° 동경 142.017°  | 러시아          | 사할린섬 |
| 북위 47° 0′ 동경 143° 4′  / 북위 47.000° 동경 143.067°  | 오호츠크해      | |
| 북위 47° 0′ 동경 152° 4′  / 북위 47.000° 동경 152.067°  | 러시아          | 쿠릴 열도 - 시무시르섬                                                                                             |
| 북위 47° 0′ 동경 152° 10′  / 북위 47.000° 동경 152.167° | 태평양          | |
| 북위 47° 0′ 서경 124° 10′  / 북위 47.000° 서경 124.167° | 미국            | 워싱턴주 아이다호주 몬태나주 노스다코타주 미네소타주                                                               |
| 북위 47° 0′ 서경 91° 41′  / 북위 47.000° 서경 91.683°   | 슈피리어호      | |
| 북위 47° 0′ 서경 90° 46′  / 북위 47.000° 서경 90.767°   | 미국            | 위스콘신주 - 어포슬 섬                                                                                             |
| 북위 47° 0′ 서경 90° 25′  / 북위 47.000° 서경 90.417°   | 슈피리어호      | |
| 북위 47° 0′ 서경 88° 57′  / 북위 47.000° 서경 88.950°   | 미국            | 미시간주 - 키위나우반도                                                                                            |
| 북위 47° 0′ 서경 88° 23′  / 북위 47.000° 서경 88.383°   | 슈피리어호      | |
| 북위 47° 0′ 서경 84° 47′  / 북위 47.000° 서경 84.783°   | 캐나다          | 온타리오주 퀘벡주 - 몽마니 북쪽 통과                                                                               |
| 북위 47° 0′ 서경 69° 41′  / 북위 47.000° 서경 69.683°   | 미국            | 메인주 |
| 북위 47° 0′ 서경 67° 47′  / 북위 47.000° 서경 67.783°   | 캐나다          | 뉴브런즈윅주 |
| 북위 47° 0′ 서경 64° 49′  / 북위 47.000° 서경 64.817°   | 세인트로렌스만  | 노섬버랜드 해협 |
| 북위 47° 0′ 서경 64° 4′  / 북위 47.000° 서경 64.067°    | 캐나다          | 프린스에드워드아일랜드주                                                                                           |
| 북위 47° 0′ 서경 64° 0′  / 북위 47.000° 서경 64.000°    | 세인트로렌스만  | |
| 북위 47° 0′ 서경 60° 40′  / 북위 47.000° 서경 60.667°   | 캐나다          | 노바스코샤주 - 케이프브레턴섬                                                                                      |
| 북위 47° 0′ 서경 60° 25′  / 북위 47.000° 서경 60.417°   | 캐벗 해협       | |
| 북위 47° 0′ 서경 59° 28′  / 북위 47.000° 서경 59.467°   | 대서양          | |
| 북위 47° 0′ 서경 56° 22′  / 북위 47.000° 서경 56.367°   | 생피에르 미클롱 | 미클롱섬 ( 프랑스)                                                                                                 |
| 북위 47° 0′ 서경 56° 17′  / 북위 47.000° 서경 56.283°   | 대서양          | |
| 북위 47° 0′ 서경 55° 59′  / 북위 47.000° 서경 55.983°   | 캐나다          | 뉴펀들랜드 래브라도주 - 뷰린 반도, 뉴펀들랜드섬                                                                    |
| 북위 47° 0′ 서경 55° 12′  / 북위 47.000° 서경 55.200°   | 플라센티아만    | |
| 북위 47° 0′ 서경 54° 10′  / 북위 47.000° 서경 54.167°   | 캐나다          | 뉴펀들랜드 래브라도주 - 애벌론반도, 뉴펀들랜드섬                                                                   |
| 북위 47° 0′ 서경 52° 54′  / 북위 47.000° 서경 52.900°   | 대서양          | |
| 북위 47° 0′ 서경 2° 17′  / 북위 47.000° 서경 2.283°     | 프랑스          | 오레온섬 |

## 같이 보기
- 북위 46도
- 북위 48도